# Hemimycena lactea
Hemimycena lactea es una especie de hongo basidiomiceto de la familia Mycenaceae, del orden  Agaricales.

## Sinónimos
- Agaricus delicatellus (Peck 1878)
- Agaricus lacteus (Pers. 1801)
- Gymnopus delicatellus (Murrill 1916)
- Helotium delicatellum (Redhead 1982)
- Hemimycena delicatella (Singer 1962)
- Hemimycena lactea forma lactella (Courtec. 1986)
- Hemimycena lactella (Watling 1998)
- Marasmiellus lacteus (S. Ito 1959)
- Mycena delicatella (Singer 1947)
- Mycena lactea (P. Kumm. 1871)
- Mycena lactella (P.D. Orton 1960)
- Trogia lactea  (Corner 1966)